# 모래무지아과
모래무지아과는 동아시아에서 발견되는 잉어과 아과의 하나이다.

## 하위 속
| - 버들매치속 (Abbottina) - 왜매치속 (Biwia) - Coreius - Gnathopogon - Gobio - 꾸구리속 (Gobiobotia) - 누치속 (Hemibarbus) - 모래주사속 (Microphysogobio) - 모래무지속 (Pseudogobio) | - 참붕어속 (Pseudorasbora) - 감돌고기속 (Pseudopungtungia) - 돌고기속 (Pungtungia) - Rhinogobio - Romanogobio - 중고기속 (Sarcocheilichthys) - 두우쟁이속 (Saurogobio) - 몰개속 (Squalidus) - Xenophysogobio |